# نوویاووریفسکه
نوویاووریفسکه (به انگلیسی: Novoyavorivsk) نام شهری واقع در استان لویو اوکراین است.

## نگارخانه

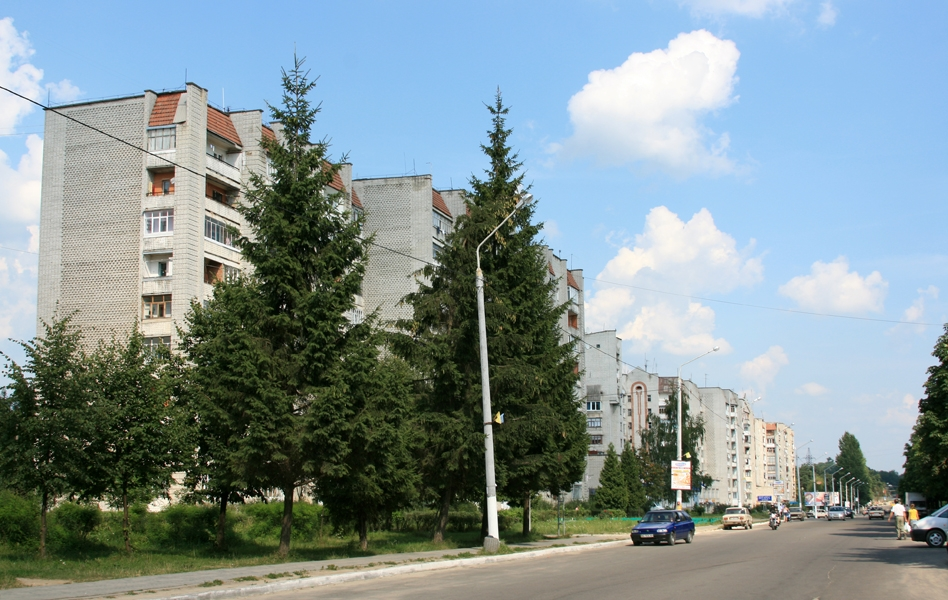
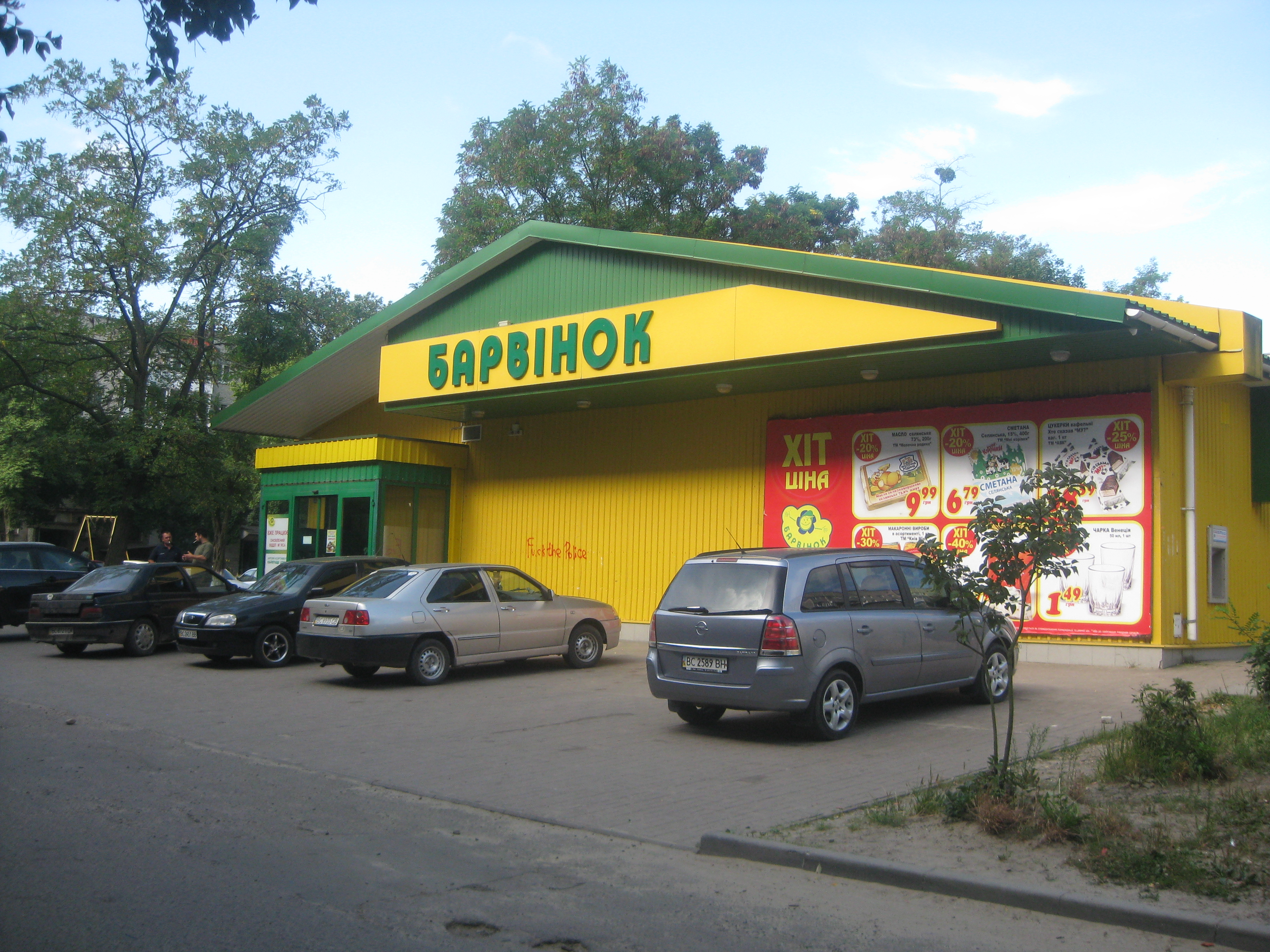